# Ведлозеро (озеро)
Ве́длозеро (карел. Vieljärvi) — озеро, розташоване в  Пряжинському національному районі Республіка Карелія.

## Загальні відомості
Відноситься до адміністративного водного басейну 01.04.01.003: Ладозьке озеро без річок Волхів, Свирь і Сясь.
У 1937 році, після будівництва в цілях лісосплаву на річці Видлиця греблі при витоку з озера - Ведлозеро перетворено на водосховище.
На північно-східному узбережжі Ведлозера розташоване село Ведлозеро, що є адміністративним центром. Також на північному узбережжі знаходяться населені пункти Юргіліца і Куккойла. У безпосередній близькості від цих селищ проходить федеральна траса Сортавала (автодорога) А121, що з'єднує Петрозаводськ і Гельсінкі.
Наприкінці 1940-х-1950-і роки на озері здійснювалося пасажирське судноплавство — на лінії Ведлозеро-Куйкіннаволок працювали мотокатери №742, 6-го Управління з транспортного освоєння малих річок і озер при Раді Міністрів Карельської РСР.

## Опис
Берегова лінія озера досить звивиста, коефіцієнт звивистості дорівнює 2,3.
Береги переважно високі та кам'янисті, покриті змішаним лісом. Південно-західне узбережжя низьке, подекуди заболочене. Дно переважно рівне. Котловина поглиблюється із заходу Схід: на заході середня глибина озера становить близько 5 метрів, але на сході вона сягає 11 метрів. Грунти - товстий шар сіро-зеленого мул у. Для прибережної зони озера характерні кам'янисті, місцями піщано-кам'янисті грунти, а також рудний пісок і оолітова руда. Котловина льодовикового походження.
На озері розташовано 15 островів протяжністю загальної берегової лінії 28 км. Найбільші з них — Сало та Юргілицький. Загальна площа островів складає 6,1 км.
В озері мешкають 12 видів риб. Серед них судак, окунь, лящ, щука, європейська ряпушка, звичайна плітка, минь, йорж, рідко зустрічаються сиг і лосось